# أسفجان
أسفجان هي قرية في مقاطعة نائين، إيران. يقدر عدد سكانها بـ 12 نسمة بحسب إحصاء 2016.